# Eupithecia jezonica
Eupithecia jezonica (en chino tradicional, 白銀球果尺蛾 y en japonés, エゾチビナミシャク, polilla miniatura), es una especie de polilla de la familia Geometridae. La especie fue descrita por primera vez por Shōnen Matsumura habiendo sido descrita en 1927, con amplia distribución en Asia. El sintipo de la especie fue descrita en la isla de Hokkaidō.

## Descripción
Es una polilla marrón cobrizo en un fondo blanco grisáceo con líneas transversales blanquecinas y una envergadura de unos 20 milímetros (0,8 plg). Sus alas posteriores son más pálidas que las anteriores. El abdomen es blanco con una serie de manchas color café, estando el del segundo segmento dividido en dos.
La mancha discocelular es fuscosa, lineal. En el ápice de la costa del ala cuenta con 5-6 manchas blanquecinas. La línea submarginal es blanquecina, ondulada, excurvada, estando más cerca del término en la vena 3, y definida internamente por una serie de motas negras.
Tiene gran parecido con otra especie asiática, Eupithecia hoenei.

## Distribución
Tiene una amplia distribución en Asia, habiendo sido descrita en India y Nepal. También se ha registrado hallazgos en Kazajistán, el Extremo Oriente ruso, incluyendo el Macizo de Altái, Corea, Japón, las provincias chinas de Jilin y Shaanxi y la República de China.

## Biología
Es una polilla polivoltina que vuela desde mediados de mayo hasta finales de octubre. Las orugas se pueden ver desde principios de agosto hasta mediados de septiembre. Pasa el invierno como pupa en un capullo frágil en el suelo. Las larvas se encuentran en las bolas de semillas de Clematis fusca, donde se alimentan de las semillas que aún no maduran. Se ha encontrado en áreas a nivel del mar hasta 2400 m en el Himalaya.